# Société berlinoise d'anthropologie, d'ethnologie et de préhistoire
La Société berlinoise d'anthropologie, d'ethnologie et de préhistoire est une association enregistrée dont le but est de « stimuler l'intérêt général pour l'anthropologie, l'ethnologie et la préhistoire, de diffuser les connaissances de ces domaines de savoir auprès du public et de promouvoir toutes les entreprises qui servent à approfondir et à élargir ces connaissances ». (Statuts § 2). Les activités de l'association consistent aujourd'hui principalement en des rencontres régulières, des conférences, des visites guidées et des expositions. En 2011, la société comptait 233 membres, dont 1 membre d'honneur, 195 membres ordinaires et 37 membres corporatifs (2010 : 228 au total).
Elle siège au musée de Préhistoire et de Protohistoire de Berlin.

## Histoire
Rudolf Virchow a fondé en novembre 1869, avec Adolf Bastian et Robert Hartmann (de), la Société anthropologique de Berlin, qui a donné naissance à la Société berlinoise d'anthropologie, d'ethnologie et de préhistoire. En tant qu'association faîtière nationale, la Société allemande d'anthropologie, d'ethnologie et de préhistoire a été fondée en 1870, mais dissoute en 1935. Avant l'inflation après la Première Guerre mondiale, la société disposait d'une fortune considérable, provenant de fondations renommées, comme celle de Heinrich Schliemann. Cela permit à la société de soutenir financièrement des expéditions et des fouilles. De nombreux fonds de musées berlinois sont issus d'anciennes recherches de la société et sont en partie toujours légalement en possession de la société.
Après la Seconde Guerre mondiale, la société a été temporairement dissoute par les Alliéss et refondée au début des années 1950, notamment à l'initiative de Hans Nevermann (de). Depuis, la société organise régulièrement des conférences spécialisées, des excursions et des forums et encourage les échanges entre scientifiques de différentes disciplines. La société décerne chaque année le Prix d'encouragement Rudolf-Virchow (de) à d'excellents mémoires de maîtrise, de master et de diplôme des universités de Berlin et du Brandebourg en rapport avec les disciplines représentées dans la société.
La société publie un journal d'ethnologie, Zeitschrift für Ethnologie (de),
et des communications.

## Archives de la BGAEU
Les archives de la BGAEU disposent d'archives historiques concernant les activités de la société et l'histoire des disciplines scientifiques qu'elle représente, entre autres elles conservent les fonds de personnalités importantes telles que Arthur Baessler (de), Hans Grimm (de), Rudolf Virchow et Alfred Maaß, ainsi que de vastes collections de photographies historiques originales qui sont la propriété de la société et qui sont conservées par le Musée d'ethnologie de Berlin, le Musée d'art asiatique de Berlin et le Musée des cultures européennes.
Les archives se trouvent au centre archéologique des musées d'État de Berlin et sont accessibles au public sur rendez-vous. L'ethnologue Nils Seethaler est responsable de la gestion des archives depuis 2012.

## Collection Rudolf Virchow
La société possède une collection internationale exceptionnelle de spécimens physiques et anthropologiques. Elle porte le nom de Rudolf Virchow, car elle a été rassemblée en grande partie du vivant de Virchow et à son instigation. Elle comprend des crânes et d'autres parties de squelettes provenant de nombreux pays extra-européens et en partie aussi d'Europe. Les fonds de la collection datent principalement du XIXe siècle. S'y ajoutent des découvertes archéologiques provenant notamment d'Égypte, d'Europe et d'Amérique latine. La société s'efforce de traiter systématiquement l'histoire de la collection. Dans certains cas, des restitutions ont déjà eu lieu dans les pays d'origine.
Depuis 2014, la société coopère dans le monde entier dans le but d'étudier les objets et les restes et de les traiter de manière appropriée. Dans un cas, les restes d'un Autochtone australien ont été remis à ses descendants, dans un autre, la restitution d'un crâne Aïnou, décrite comme exemplaire par les Japonais, a été effectuée auprès de représentants officiels de l'Association Utari d'Hokkaido (en). Depuis 2017, des projets de recherche de provenance sont en cours, qui peuvent constituer des bases scientifiques pour d'autres restitutions.

## Propos racistes de la directrice de la collection
En 2020, un scandale raciste a éclaté en rapport avec la collection anthropologique de la société. En 2020, le journaliste Markus Grill, en coopération avec la BGAEU, a identifié dans la collection quatre crânes probablement originaires du Canada. Selon l'état actuel des connaissances, ils proviennent d'indigènes et ont été remis à Rudolf Virchow par Wiliam Osler au 19e siècle. Le véritable collectionneur, Robert Bell, n'était pas connu de la société lors des demandes adressées jusqu'à présent à Osler, tandis que Markus Grill disposait de sources canadiennes retraçant le lien entre Osler et Bell. L'administratrice de la collection, Barbara Teßmann, qui n'avait soi-disant pas connaissance de l'existence de ces crânes, a refusé de les restituer et a donné une explication raciste à la constitution et à la pérennité de la collection de crânes qu'elle continuait d'étudier : "Les crânes, ils ont simplement tous l'air différent". Elle a déclaré que les crânes volés dans les tombes à l'époque coloniale étaient du matériel archéologique : "en règle générale, nous ne restituons pas le matériel archéologique !".Dans le même temps, elle a fait part de son désintérêt et l'a justifié par son salaire insuffisant : "Je ne vais pas me mettre à ouvrir des caisses!“ Elle a refusé de restituer les crânes volés,.

## Présidents
- 1869-1872 : Rudolf Virchow
- 1873 : Adolf Bastian
- 1874-1875 : Rudolf Virchow
- 1876 : Adolf Bastian
- 1877-1879 : Rudolf Virchow
- 1880 : Adolf Bastian
- 1881-1883 : Rudolf Virchow
- 1884 : Heinrich Ernst Beyrich
- 1885-1887 : Rudolf Virchow
- 1888 : Wilhelm Reiß (de)
- 1889-1891 : Rudolf Virchow
- 1892 : Heinrich Wilhelm Waldeyer
- 1893-1895 : Rudolf Virchow
- 1896 : Heinrich Wilhelm Waldeyer
- 1897-1899 : Rudolf Virchow
- 1900 : Heinrich Wilhelm Waldeyer
- 1900-1902 : Rudolf Virchow
- 1903-1904 : Heinrich Wilhelm Waldeyer
- 1905-1907 : Abraham Lissauer (de)
- 1908-1910 : Karl von den Steinen
- 1911-1913 : Hans Virchow (de)
- 1914-1916 : Eduard Seler
- 1917-1919 : Carl Schuchhardt
- 1920-1922 : Hans Virchow
- 1923-1925 : Bernhard Ankermann
- 1926-1928 : Carl Schuchhardt
- 1929-1931 : Hans Virchow
- 1932-1937 : Eugen Fischer
- 1938-1941 : Diedrich Westermann
- 1942-1944 : Wilhelm Unverzagt (de)
- 1945 : Otmar von Verschuer
- présidence vacante de 1946 à 1950
- 1951-1954 : Hans Nevermann (de)
- 1955-1958 : Otto-Friedrich Gandert (de)
- 1959-1961 : Gerdt Kutscher
- 1962-1964 : Adriaan von Müller (de)
- 1965-1967 : Hermann Pohle (de)
- 1968-1970 : Gerdt Kutscher
- 1971-1973 : Hermann Pohle
- 1974-1976 : Adriaan von Müller
- 1977-1979 : Johann-Gerhard Helmcke
- 1980-1983 : Günther Hartmann (de)
- 1984-1986 : Bernhard Hänsel (de)
- 1987-1989 : Berthold Riese (de)
- 1990-1992 : Bernhard Hänsel
- 1993-1995 : Georg Pfeffer
- 1996-1998 : Herbert Ullrich (de)
- 1999-2001 : Heidi Peter-Röcher
- 2002-2004 : Hartmut Zinser (de)
- 2005-2007 : Bernhard Hänsel (de)
- 2008-2010 : Carsten Niemitz
- 2011-2014 : Markus Schindlbeck
- 2014-2017 : Wolfram Schier (de)
- 2017-2020 : Alexander Pashos
- 2020-2023 : Elke Kaiser (de)